# Maggie Goodlander

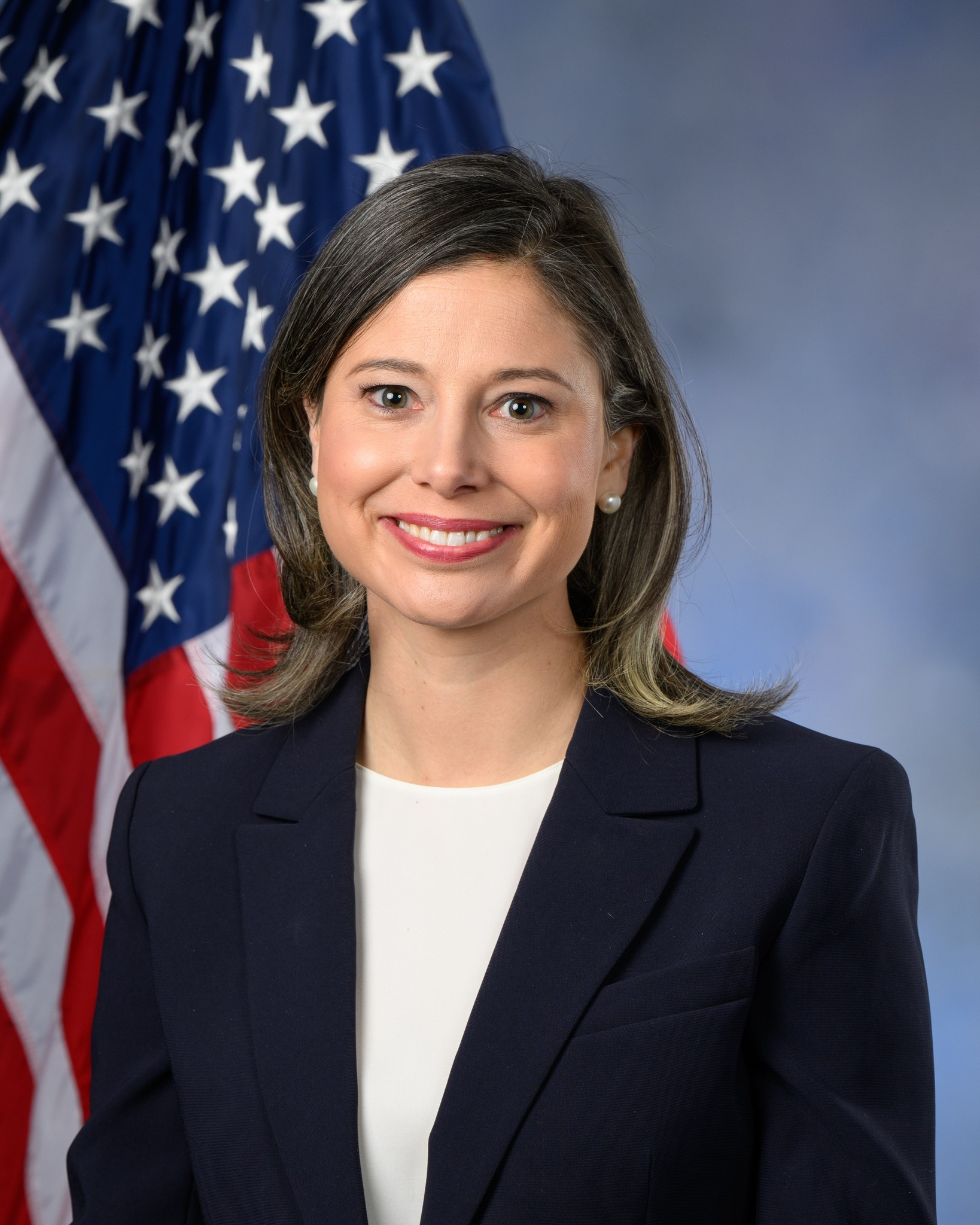
Maggie Goodlander, offizielles Porträt des 119. Kongresses

Margaret „Maggie“ Vivian Goodlander (* 4. November 1986 in Nashua, New Hampshire) ist eine US-amerikanische Politikerin. Die Demokratin wurde 2024 im 2. Kongresswahlbezirk von New Hampshire in das Repräsentantenhaus der Vereinigten Staaten gewählt.

## Leben
Maggie Goodlander wurde als Tochter der republikanischen Abgeordneten im Repräsentantenhaus von New Hampshire Elizabeth M. Tamposi, die auch in der Administration von George Bush als Assistant Secretary of State gearbeitet hatte, und als Enkelin des Immobilienunternehmers und republikanischen Parteipolitikers Samuel Tamposi in Nashua geboren.
Goodlander studierte bis zum Bachelor 2009 Geschichte an der Yale University. Sie schloss ihr Studium der Rechtswissenschaft in Yale 2016 mit dem Juris Doctor ab.
Sie arbeitete von 2009 bis Anfang 2013 für den unabhängigen US-Senator Joe Lieberman zunächst als Redenschreiberin, dann als Beraterin in Fragen der Nationalen Sicherheit und in auswärtigen Angelegenheiten. Es folgte 2013 eine Beratertätigkeit für den republikanischen Senator John McCain. Von 2016 und 2017 war sie wissenschaftliche Mitarbeiterin (Law Clerk) bei dem damaligen Bundesrichter Merrick B. Garland und anschließend bis Mitte 2018 beim Richter am Supreme Court Stephen Breyer. Von Januar 2019 bis November 2019 arbeitete Goodlander als Anwältin in einer Kanzlei. Ab 2019 lehrte sie außerdem an der University of New Hampshire und am Dartmouth College Verfassungs- und Verwaltungsrecht. Sie war dann bis Februar des Folgejahres für den demokratischen Kongressabgeordneten Jerry Nadler im United States House Committee on the Judiciary tätig. Hierbei arbeitete sie am ersten Amtsenthebungsverfahren gegen Trump mit. Sie war dann bis Anfang 2021 Rechtsberaterin der gemeinnützigen Organisation Co-Equal. In der Administration von Joe Biden fungierte sie zunächst von Januar 2021 bis September 2022 im Justizministerium als Beraterin von Attorney General Merrick Garland. Dann wurde sie bis Februar 2024 in der Kartellabteilung des Ministeriums als Deputy Assistant Attorney General eingesetzt. Danach war sie Rechtsberaterin von Präsident Biden. Neben ihrer beruflichen Laufbahn diente sie elf Jahre als Nachrichtendienstoffizier in der United States Naval Reserve.
Sie ist seit 2015 mit Jake Sullivan verheiratet.

## Politik
Im Mai 2024 verkündete Maggie Goodlander, dass sie bei der Kongresswahl 2024 im 2. Kongresswahlbezirk New Hampshires für das Repräsentantenhaus kandidiere. In einem Begleitvideo wurde hervorgehoben, dass ihre Familie seit über hundert Jahren in Nashua ansässig sei. Hillary Clinton rief dazu auf, für sie zu stimmen. Ihre Amtsvorgängerin Ann McLane Kuster hatte in der Vorwahl demgegenüber aufgerufen, Colin Van Ostern zu wählen. Goodlander wurde im Vorwahlkampf unter anderem dafür angegriffen, dass sie und ihr Mann ein Haus im 1. Kongresswahlbezirk besaßen und sie erst kurz vor der Kandidatur wieder ein Haus in Nashua angemietet hatten. Sie konnte die demokratische Vorwahl mit 63,8 % für sich entscheiden. Maggie Goodlanders republikanische Gegenkandidatin in der Hauptwahl war Lily Tang Williams, die von Robert F. Kennedy Jr. unterstützt wurde. New Hampshire stimmte im November mit 53 % für Maggie Goodlander.

### Positionen
Maggie Goodlander ist für die Wiedereinführung des Rechts auf Schwangerschaftsabbruch auf Bundesebene, wie es bis zur Aufhebung von Roe v. Wade bestanden hatte. Sie beruft sich dabei auf die persönliche Erfahrung einer Totgeburt 2023 in einer Hotelbadewanne, weil das Krankenhaus von Patientinnen aus Bundesstaaten mit Abtreibungsverboten überlaufen war.